# Franco Rocchi
Pour les articles homonymes, voir Rocchi (homonymie).
Franco Rocchi, né en 1923, décédé le 26 février 1996, est un ingénieur motoriste qui a travaillé chez Ferrari puis au sein de la Scuderia Ferrari. Associé à Mauro Forghieri au sein du département compétition de Ferrari il conçoit le bloc Ferrari Tipo B12 qui permet à la Scuderia de décrocher quatre titres de champion du monde des constructeurs et un titre de champion des pilotes pour Niki Lauda en 1975. Franco Rocchi a également conçu un moteur Rocchi W12 destiné à la compétition et aligné en Formule 1 en 1990 par l'écurie Life Racing Engines fondée par Ernesto Vita et Franco Rocchi.

## Biographie

### Chez Ferrari
Franco Rocchi, ingénieur motoriste, officie depuis 1949 au département moteur de Ferrari. Il a commencé sa carrière chez Reggiane au côté d'Aurelio Lampredi, motoriste chez Ferrari de 1946 à 1955. Il intègre rapidement le cercle restreint des amis intimes d'Enzo Ferrari lorsqu'il reste fidèle au Commendatore pendant la « fronde des ingénieurs », au début des années 1960 quand Carlo Chiti et Romolo Tavoni quittent la Scuderia pour fonder l'écurie Automobili Turismo e Sport. 
Dès 1967, Rocchi est chargé par Enzo Ferrari de concevoir un moteur en W inédit de 18 cylindres. Cette architecture peu conventionnelle permet, avec trois bancs de 6 cylindres disposés en double V accolé, de générer plus de couple qu'un moteur à 12 cylindres en V à cylindrée égale. Rocchi conçoit un premier prototype à trois cylindres de 500 cm3 mais est rapidement contraint d'abandonner ses recherches. En effet, la Commission Sportive Internationale (qui deviendra plus tard la Fédération internationale de l'automobile) chargée d'établir les réglementations sportive et technique de la Formule 1, à l'annonce des travaux de Rocchi sur un bloc W18, interdit tout moteur supérieur à 12 cylindres en Formule 1 afin de limiter les coûts de développement. Franco Rocchi abandonne à regret ses études sur le moteur en W mais ne tarde pas à se forger une réputation de motoriste doué.
En 1970, Rocchi est associé à Forghieri au sein du département compétition de Ferrari et, à quatre mains, ils conçoivent le moteur Tipo B12 001/1 qui permet à la Scuderia de remporter quatre victoires dès la première saison, deux victoires en 1971 et une victoire en 1972. Ce bloc évolue en Tipo B12 001/11 en 1973, Tipo B12 001/12 en 1974 puis Tipo B12 015 de 1975 à 1980 et contribue à l'obtention de quatre titres de champion du monde des constructeurs et un titre de champion des pilotes pour Niki Lauda.  La « troïka Forghieri-Rocchi-Bussi» (comme les surnomme Enzo Ferrari) conçoit entièrement (Rocchi assiste Mauro Forghieri à la conception du châssis en plus de la conception du moteur) la Ferrari 312 T qui décroche les deux titres mondiaux en 1975.

### Recherches personnelles
Souffrant de troubles cardiaques, Rocchi quitte Ferrari à l'issue de la saison 1974 et poursuit à titre personnel, au sein de son bureau d'études Rocchi, ses recherches sur les moteurs à architecture en W. Il retrouve les bureaux d'études de Maranello de 1979 à 1982, puis entreprend des études artistiques consacrées à la peinture, tout en continuant à s'intéresser aux moteurs exotiques. 
Bien qu'à la retraite, Rocchi continue à s'intéresser à la compétition automobile et, à la suite des changements de réglementation du championnat du monde de Formule 1 (recul du pédalier et abandon des moteurs turbocompressés), est persuadé du bien-fondé de ses recherches sur les moteurs en W pour remplacer les moteurs en V classiques. Il réussit à convaincre Ernesto Vita de créer Life Racing Engines pour concevoir et commercialiser les moteurs Rocchi W12 de Formule 1.

### Chez Life Racing Engines
Grâce aux deniers d'Ernesto Vita, Rocchi poursuit de ses travaux sur le moteur en W. Courant 1989, un prototype est présenté, respectant la réglementation en vigueur en Formule 1 mais totalement inédit. Le bloc est un 3 493 cm3 à 12 cylindres en W à 60° qui développe 650 chevaux à un régime maximal de 12 500 tr/min. Il adopte l'injection directe, et est doté de cinq soupapes par cylindre et quatre arbres à cames en tête. Son atout principal est bien évidemment sa compacité, puisqu'il ne mesure que 530 mm de long.
Toutefois, le moteur Rocchi n'est pas le seul à faire son apparition en Formule 1 à la suite du changement de réglementation. Yamaha s'engage en Formule 1 avec un bloc V8, Lamborghini fait également ses débuts dans la catégorie-reine avec un V12, Judd aligne son récent bloc V8 CV, Honda révolutionne la discipline avec un V10, architecture inédite en Formule 1 également retenue par Renault Sport. Face à ces grands noms de l'industrie automobile, la modeste entreprise Life Racing Engines-Rocchi peine à promouvoir son bloc moteur révolutionnaire.
Life ne parvient pas à convaincre une seule écurie d'utiliser son moteur, mais Vita et Franco Rocchi ne souhaitent pas en rester là : s'ils ne peuvent s'engager en tant que motoriste, ils prendront part à la compétition en tant que constructeur : Lamberto Leoni, candidat malheureux à l'accès à la Formule 1 en 1989 avec son écurie First Racing, dispose d'un châssis de Formule 1 à vendre. Sous la direction technique de l'ingénieur Gianni Marelli, le châssis First L189 est mis aux normes et est rebaptisé Life L190. L'accouplement châssis-moteur est réalisé en février 1990, quelques semaines à peine avant le début de la saison.

### Retour désastreux en Formule 1
La L190 est inscrite au championnat du monde, bien que mal née (elle pèse entre 25 et 30 kg de plus que les autres monoplaces du plateau, comme le reconnaît lui-même Gianni Marelli) et insuffisamment testée (le moteur n'a pratiquement jamais tourné à plein régime). L'écurie Life semble tout aussi fragile que sa monoplace puisqu'elle ne dispose que d'un seul châssis, de seulement deux moteurs et quasiment aucune pièce de rechange.
Comme les saisons précédentes, une séance de pré-qualification doit être instaurée afin d'éliminer les monoplaces les moins performantes. Neuf monoplaces, dont celle de l'écurie Life, sont concernées. La saison débute par le Grand Prix des États-Unis sur le circuit de Phoenix. Gary Brabham réalise en pré-qualification un temps de 2 min 7 s 147, alors que le dernier pilote qualifié, Ivan Capelli a tourné en 1 min 33 s 044 et que Gerhard Berger a signé la pole position en 1 min 28 s 664. Brabham est donc relégué a plus de 38 secondes de la pole (soit 143 % du temps du meilleur), mais surtout à 34 secondes du dernier qualifié. La vitesse maximale que la Life a atteinte est de 185,57 km/h, alors que la vitesse maximale sur le circuit a été réalisée par Derek Warwick à 271,44 km/h. De plus, la monoplace n'a jamais pu aligner plus de deux tours de piste d'affilée, pour un total de seulement quatre tours avant de devoir rentrer au stand à la suite d'une panne d'allumage et un début de surchauffe du moteur W12 finalement installé dans la monoplace. Il est clair que la Life n'est pas du tout au niveau des standards de performance requis pour la Formule 1.
Le Grand Prix suivant, au Brésil, est tout aussi difficile pour l'écurie Life car le moteur Rocchi ne permet même pas de boucler un seul tour lors de la séance de pré-qualification. Gary Brabham jette l'éponge pour de ne pas écorner son image de pilote. Bernie Ecclestone, vice-président de la FIA, après avoir rencontré Ernesto Vita et Franco Rocchi pour les dissuader de poursuivre en Formule 1 compte tenu de leurs faibles moyens financiers et du peu de compétitivité de leur monoplace, envisage même de durcir les critères d'inscription en championnat du monde. Il souhaite restreindre le nombre d'engagés en établissant des critères financiers plus rigoureux mais cette décision est remise en cause par bon nombre de directeurs d'écuries. Il souhaite même imposer à l'encontre de l'écurie italienne un article du règlement jamais appliqué auparavant qui stipule qu'une écurie doit apporter la preuve qu'elle a les moyens d'entreprendre une saison complète de Formule 1. Cette décision a pour but de garantir la crédibilité du championnat du monde, crédibilité écornée selon Ecclestone par Life et quelques autres écuries de fond de grille.

### L'échec cinglant du moteur W12
Même avec l'expérimenté Bruno Giacomelli au volant, la Life ne peut se préqualifier une seule fois en douze tentatives avec le moteur Rocchi. Le pilote italien déclare que le bloc Rocchi pèse environ 200 kg alors que le Judd est donné pour 125 kg. De plus, il indique que le Rocchi, donné au banc d'essais pour 650 chevaux, n'a en réalité, pour des raisons de fiabilité, jamais été poussé au-delà de 375 chevaux, alors que le moteur dont dispose Ayrton Senna développe environ 750 chevaux et qu'une monoplace de Formule 3000, catégorie inférieure, dispose de 450 ch. Giacomelli révèle également que le W12 subit un effondrement de sa courbe de puissance au-dessus de 9 000 tr/min (alors qu'un Judd peut être poussé à un régime maximal de 12 500 tr/min). Les bielles constituent le point faible du moteur et la limitation à l'excès du régime du moteur avait pour but d'éviter leur casse à répétition d'autant plus que les pièces de rechange étaient quasiment inexistantes.
Après douze échecs en qualification, le moteur de Franco Rocchi est remplacé par un moteur « classique » Judd V8, sans que les performances de l'écurie s'en trouvent améliorées. L'écurie Life-Rocchi quitte le championnat du monde deux Grands Prix avant le terme de la saison et Franco Rocchi prend sa retraite.